# NGC 1306
NGC 1306 је спирална галаксија у сазвежђу Пећ која се налази на NGC листи објеката дубоког неба.
Деклинација објекта је - 25° 30' 44" а ректасцензија 3h 21m 3,0s. Привидна величина (магнитуда) објекта NGC 1306 износи 12,8 а фотографска магнитуда 13,6. NGC 1306 је још познат и под ознакама ESO 481-23, IRAS 03188-2541, PGC 12559.